# Relations entre la France et les Samoa

Localisation de l'archipel des Samoa, en Océanie.

Les relations entre la France et les Samoa font référence aux relations bilatérales entre la France et l'état indépendant des Samoa.
Les deux pays possèdent une frontière maritime, entre les Samoa et la collectivité d'outre-mers française de Wallis-et-Futuna.

## Histoire
Au XIXe siècle, des missionnaires français de la Société de Marie sont envoyés dans les Samoa afin de christianiser le territoire,.
Les Samoa prennent leur indépendance de la Nouvelle-Zélande en 1962. Les relations diplomatiques avec la France sont établies en 1974.
En 1995, les Samoa critiquent ouvertement la décision de la France de recommencer ses essais nucléaires dans l'océan Pacifique sud. Des manifestations ont lieu dans la capitale, Apia. Les essais français cessent l'année suivante.

## Relations diplomatiques

### Ambassade
Le 26 juillet 2023, la France annonce qu'elle va ouvrir une ambassade à Apia. C'est la première ambassade française en Polynésie. Les deux objectifs annoncés sont de resserrer les liens entre les Samoa et les territoires français dans la région (Polynésie française, Nouvelle-Calédonie, Wallis-et-Futuna), ainsi que de faciliter l'engagement de la France dans le Programme régional océanien de l'environnement. Depuis septembre 2023, l'ambassadrice est Laurence Beau.
La représentation diplomatique des Samoa en France est assurée par l’ambassade des Samoa à Bruxelles, en Belgique.

### Rencontres
Le 26 novembre 2015, le Premier ministre samoan Sa'ilele Malielegaoi participe au quatrième Sommet France-Océanie à Paris. Il avait déjà participé à la deuxième édition en 2006. En décembre 2015, il assiste à la COP21. Il était également présent au dialogue de haut niveau sur le changement climatique organisé en mai 2018 à Nouméa, en Nouvelle-Calédonie, au siège de la Communauté du Pacifique.

## Économie et accords
La France contribue à l'aide au développement des Samoa à travers le Fonds européen de développement, auquel elle participe pour près de 18%. L’enveloppe allouée à Apia entre 2014 et 2020 s'élève à 20 millions d'euros, consacrés essentiellement à l’assainissement de l’eau.
Depuis 1992, la France possède un accord de coopération avec l'Australie et la Nouvelle-Zélande, appelé Accord FRANZ, qui permet de coordonner les opérations d'assistance en cas de catastrophes naturelles. En temps qu'état insulaire de la zone Pacifique sud, les Samoa peuvent recevoir cette aide en cas de besoin.
Depuis 2018 et un accord intergouvernemental entre la France et les Samoa, la collectivité de Wallis-et-Futuna est raccordée au câble sous-marin de communication numérique Tui Samoa qui relie les Samoa aux Fidji.

## Population
Il est difficile de trouver des données précises concernant le nombre de français installés dans les Samoa et inversement. Cependant, les deux communautés sont relativement petites. Plusieurs joueurs de rugby nés ou ayant des origines des Samoa évoluent ou on évolué dans les championnats français, tells que Paterika Vaivai, Fritz Lee ou Afa Amosa. En octobre 2022, 10 des 31 joueurs sélectionnés dans l'équipe nationale de rugby à XV des Samoa pour une série de matchs évoluent en France.